# Matice záměn
Matice záměn (též konfusní či chybová matice) v kontextu klasifikačních úloh strojového učení a matematické statistiky je kontingenční matice, obsahující ve sloupcích skutečnou hodnotu předpovídaného znaku a v řádcích předpověď klasifikátoru. Buňky matice obsahují četnosti toho, kolikrát došlo na zkoumané datové množině k dané kombinaci skutečné a předpověděné hodnoty. Případy na diagonále matice záměn jsou klasifikovány správně, mimo diagonálu jde o chyby. Matice se používá ke stanovení vlastností a kvality klasifikátoru.
Například je-li cílem klasifikátoru rozeznat, které zvíře z tříprvkové množiny je na obrázku, může matice záměn vypadat takto:
|                      |        | Skutečnost | Skutečnost | Skutečnost |
| Kočka                | Pes    | Králík     |            |            |
| -------------------- | ------ | ---------- | ---------- | ---------- |
| Výstup klasifikátoru | Kočka  | 5          | 2          | 0          |
| Výstup klasifikátoru | Pes    | 3          | 3          | 2          |
| Výstup klasifikátoru | Králík | 0          | 1          | 11         |

Klasifikátor z tohoto příkladu zařadil 11 obrázků králíka správně, dva králíky zaměnil za psy a jednoho psa mylně určil jako králíka. K záměně králíka s kočkou nedošlo.